# Oktogen
Oktogen, HMX (1,3,5,7-tetranitro-1,3,5,7-tetraazacyklooktan) – organiczny związek chemiczny, jedna z nitroamin heterocyklicznych. Jest prawie najsilniejszym ze wszystkich znanych obecnie kruszących materiałów wybuchowych.
Właściwości:
- Prędkość detonacji 9100 m/s przy gęstości 1,89 g/cm³
- Maksymalna gęstość 1,96 g/cm³

Został otrzymany w 1941 roku przez Wrighta i Bachmanna, którzy wykryli jego obecność w postaci domieszki w heksogenie wytwarzanym ówczesnymi metodami. Obecnie jest produkowany w wielu krajach na skalę przemysłową ze względu na parametry wybuchowe. Ma dużą termostabilność i wrażliwość na bodźce mechaniczne zbliżoną do heksogenu.
Jest składnikiem m.in. oktolu, A-589, RX-04-AU, RX-04-DS, RZ-04-P1.

## Otrzymywanie
Synteza oktogenu jest dość kosztowna w porównaniu z innymi materiałami wybuchowymi. Polega ona na nitrowaniu urotropiny kwasem azotowym w obecności bezwodnego kwasu octowego, bezwodnika octowego oraz trójfluorku boru w postaci kompleksu z bezwodnym kwasem octowym.